# Nordkoreas ishockeyfederation
Nordkoreas ishockeyfederation ordnar med organiserad ishockey i Nordkorea. Nordkorea inträdde i IIHF den 8 augusti 1963.

### Fotnoter
1. ↑  ”DPR Korea”. International Ice Hockey Federation. http://www.iihf.com/iihf-home/countries/dpr-korea.html. Läst 9 april 2012.